# Classe York
La classe York est une classe de deux croiseurs lourds construits par la Royal Navy durant les années 1930. Ils participent tous les deux à la Seconde Guerre mondiale : le premier, le York est coulé en 1941 en mer Méditerranée et le second, l'Exeter est quant à lui coulé l'année suivante lors de la seconde bataille de la mer de Java

## Unités de la classe
| Nom        | Pennant number | Chantier                              | Quille        | Lancement       | Armement        | Destin                                                                |
| ---------- | -------------- | ------------------------------------- | ------------- | --------------- | --------------- | --------------------------------------------------------------------- |
| HMS York   | 90             | Palmers Shipbuilding and Iron Company | 16 mai 1927   | 17 juillet 1928 | 1er mai 1930    | Sabordé le 22 mai 1941 après le raid de la baie de La Sude.           |
| HMS Exeter | 68             | Devonport Dockyard                    | 1er août 1928 | 18 juillet 1929 | 23 juillet 1931 | Coulé le 1er mars 1942 lors de la seconde bataille de la mer de Java. |